# Роял Соверен (линеен кораб, 1915)
Роял Соверен (на английски: HMS Royal Sovereign) е британски линеен кораб. Според някои източници се води главен кораб в серията от петте кораба на типа „Ривендж“ (определяна от тях като тип „Роял Соверен“). Построен е в държавната корабостроителница в Портсмът, Великобритания. Спуснат на вода на 29 май 1915 г. Включен в списъците на флота през май 1916 г. От 1944 до 1949 г. служи в съветския ВМФ, в който носи името „Архангелск“.

## Служба в Кралските ВМС на Великобритания (1915 – 1944)
Май 1916 г. – приписан към 1-ва ескадра на Гранд Флийт. 1916 г. – поради повреда в машините не успява да участва в Ютландското сражение.
В периода 1920—1930-те г. „Роял Соверен“ претърпява много малки модернизации, основно свеждащи се към усилване на зенитното въоръжения. В периода 1924 – 1925 г. 76-мм оръдия отстъпват място на 102-мм единични зенитки (отначало две, а след това и четири), които, на свой ред, в края на 30-те са заменени със сдвоени. Тогава, от 1936 г., започва поставянето на осемцевните 40-мм автомати („двуфунтови пом-пом“), завършващо вече след началото на бойните действия, и радари. Ъгъла на възвишение на оръдията на главния калибър не е увеличен, и те отстъпват по далечина на стрелбата практически на всички линкори от Втората световна война.
През септември 1939 г. линкора влиза в състава на Флота на метрополията (Home Fleet), а след това е преведен в Средиземноморския флот и на 18 юли 1940 г. участва в сражението при Пунто Стило, обаче поради недостатъчната скорост на кораба Кънингам не успява да наложи на италианските линкори „Джулио Чезаре“ и „Конте ди Кавур“ решителен бой.
В периода 1940 – 1941 г. „Роял Соверен“ съпровожда атлантически конвои. През 1942 г. е за кратко време приписан към Източния флот, базиращ се в Тринкомале, на остров Цейлон, а след това е преведен в Килиндини, Кения, тъй като се смята за прекалено остарял за борба с японския флот.
От септември 1942 до септември 1943 г. поради лошото състояние на механизмите преминава основен ремонт в САЩ, след което служи един месец в Индийския океан и е отзован в резерва.

## Служба в съветския ВМФ (1944 – 1949)
След излизането си от войната на 8 септември 1943 г. Италия е задължена да изплати репарации на онези държави, на териториите на които нейни войски са водели военни действия. Съветското правителство иска за сметка на тези репарации да получи бойни кораби от основните класове, за да компенсира частично претърпените загуби. Но получаването по онова време на италианските кораби не е възможно, и съюзниците временно предават на СССР известен брой от собствените си остарели кораби. Един от тези „временни“ кораби става линейният кораб „Роял Соверен“.
Към момента на предаването на кораба на СССР той има следното артилерийско въоръжение:
- главен калибър – осем 381-мм/42 оръдия „Викерс“ в четири двуоръдейни куполни установки;
- противоминен калибър – осем 152-мм/42 оръдия „Викерс“ в еднооръдейни казематни установки;
- зенитен калибър за далечна стрелба – осем 102-мм/45 оръдия „Викерс“ в четири двуоръдейни щитови установки;
- зенитен калибър за близък бой – 24 40-мм/39 оръдия „Викерс“ в две осемстволни и две четиристволни установки, 46 20-мм/70 оръдия „Ерликон“ в сдвоени и 14 в едностволни установки.

ТТХ на кораба при предаването:
- Водоизместимост празна – 28 950 т;
- Водоизместимост стандартна – 29 150 т (при газене по носа 8,92 м; в кърмата 8,79 м);
- Водоизместимост пълна – 33 500 т (газене по носа 10,83 м; в кърмата 9,96 м).
- Максимална дължина: 189,38 м;
- Дължина по водолинията: 187,3 м;
- Максимална ширина (по булите) – 32,18 м;
- Височина на борда (максимална) – 16,54 м;

Според английския щат личният състав на кораба трябва да наброява 1234 души: 59 офицера, 54 специалиста 1-ви клас (в съветския флот – мичмани и главни старшини), 151 – 2-ри и 970 – 3-ти класове.
Приемащи от съветска страна и командир на общия отряд кораби са замнаркома на ВМФ вицеадмирал Г. И. Левченко, началник щаб на отряда е контраадмирал В. А. Фокин, началник на политотдела е капитан 1-ви ранг Н. П. Зарембо, командир на линкора – контраадмирал В. И. Иванов (бивш командир на линкора „Марат“). Подготовката за приемането на кораба осъществяват членовете на съветската военноморска мисия инженер-капитаните 1-ви ранг А. Е. Брикин и П. П. Шишаев.
На 3 март 1944 г. наркомът на ВМФ Н. Г. Кузнецов подписва заповед № 0062 за сформирането на отряда кораби, приемани от съюзниците, и екипажите за тях, а на 9 март линейният кораб Royal Sovereign и другите получаеми кораби са зачислени в списъците на корабите от ВМФ на СССР.
Екипажите за корабите са сформирани в Архангелск и на 28 април 1944 г. с поредния конвой за изпратени в Англия на парахода „Нова Холандия“. На 7 май моряците пристигат във ВМБ Грийнок близо до Глазгоу, откъдето с железницата пътуват до ВМБ Розайт, където се намира линкора. Започват работи по ремонта на кораба и подготовката на екипажа. Линкора се оказва в относително прилично състояние, макар и да са намерени дефекти в хидравликата. Също се изяснява голямо износване на стволовете на главния калибър и липса на фугасни снаряди. Командването на отряда поставя въпрос за смяната на лейнерите и за подсигуряването на кораба с фугасни снаряди.
На 30 май се състои церемонията за предаването на кораба. В 11 часа 15 минути на неговата мачта се издига съветският военноморски флаг. От този момент кораба започва да се нарича „Архангелск“. В течение на лятото линкора излиза в морето за учебни стрелби и съвместна практика с други кораби. На 17 август „Архангелск“ с конвоя JW-59 отплава от Скапа Флоу на Оркнейските острови към Ваенгу (днес Североморск). Отначало линкора с осем разрушителя плава заедно с конвоя, подложен на няколко атаки на подводни лодки, а след това, увеличавайки ход, се откъсва от конвоя и плава северно от него, също отразявайки атаки на подводници. На 24 август, изминавайки 1880 мили, линкора благополучно пристига във Ваенга, където става флагман на създадената от предадените кораби ескадра.
До края на войната линкора не напуска Колския залив. Единственият път в който главният калибър на „Архангелск“ стреля с халосен залп е Деня на Победата. Септември и декември 1944 г. „Архангелск“ провежда, основно, стоейки на котва, а през ноември има 10 – 12 ходови денонощия (непродължителни излизания от базата в пределите на Колския залив за бойна подготовка: учебни стрелби със зенитните калибри, радиодалекомерни учения и подобни). Най-голямото ходово време за годината са 40 денонощия и кораба ги има през 1945 г., за това време той изминава 2750 мили, а впоследствие се експлоатира двойно по-малко, периодически излизайки за отработка на учебно-бойни задачи в Баренцево и Бяло морета. Всичко през 1946 г. за 19 ходови дни линкора изминава 1491 мили, а през 1947 г. – 1826 мили (21 ходови дена). Заводски ремонти и докувания кораба за времето на пребиваване в съветския флот няма. През 1947 г. „Архангелск“ засяда на плитчина, за получени от него повреди, ако и да има такива, не е известно.

## Последваща съдба
На 15 януари 1949 г. „Архангелск“ напуска Ваенга и на 4 февруари пристига във военноморската база в Росайт. С връщането на кораба в базата техници на Кралския Флот провеждат щателна инспекция на системите на кораба и откриват, че по-голямата част от оборудването е непригодно за последващо носене на службата. Кулите на главния калибър не са завъртани за целия период на служба във ВМФ на СССР и са заклинени в средно положение. По причина на лошото му състояние линкора е предаден за скрап. На 18 май кораба пристига в шотландския Инверкитинг, където и е разкомплектован.
През 1950 г. някои части от 15-дюймовите кули на линкора (15-дюймовите лагери) са използвани в конструкцията на 76-метровия радиотелескоп „Лавел“.